# 時をとめて feat. WISE/ホントのキモチ
「時をとめて feat. WISE / ホントのキモチ」は、Tiaraの6枚目のシングル。2011年7月6日発売。発売元は日本クラウン。

## 収録曲
1. 時をとめて feat. WISE
2. ホントのキモチ
3. be with you
4. 時をとめて feat. WISE (instrumental)
5. ホントのキモチ (instrumental)
6. be with you (instrumental)

## 概要
- 「Love is… with KG/好きでいさせて」以来の両A面シングル。
- 「時をとめて feat. WISE 」は、Tiara自身が駅のホームで目撃したというカップルからヒントを得ている。

## タイアップ
- 「時をとめて feat. WISE」
  - 日本テレビ系「ハッピーMusic」POWER PLAY
- 「ホントのキモチ」
  - 「イオンのお中元2011夏ギフト」CMソング
- 「be with you」
  - 「THE GRAND TIARA」CMソング